# Laurie Penny
Pour les articles homonymes, voir Penny.
Laurie Penny née Laura Barnett le 28 septembre 1986 à Londres, est une journaliste, écrivaine, essayiste, blogueuse et féministe anglaise.

## Biographie

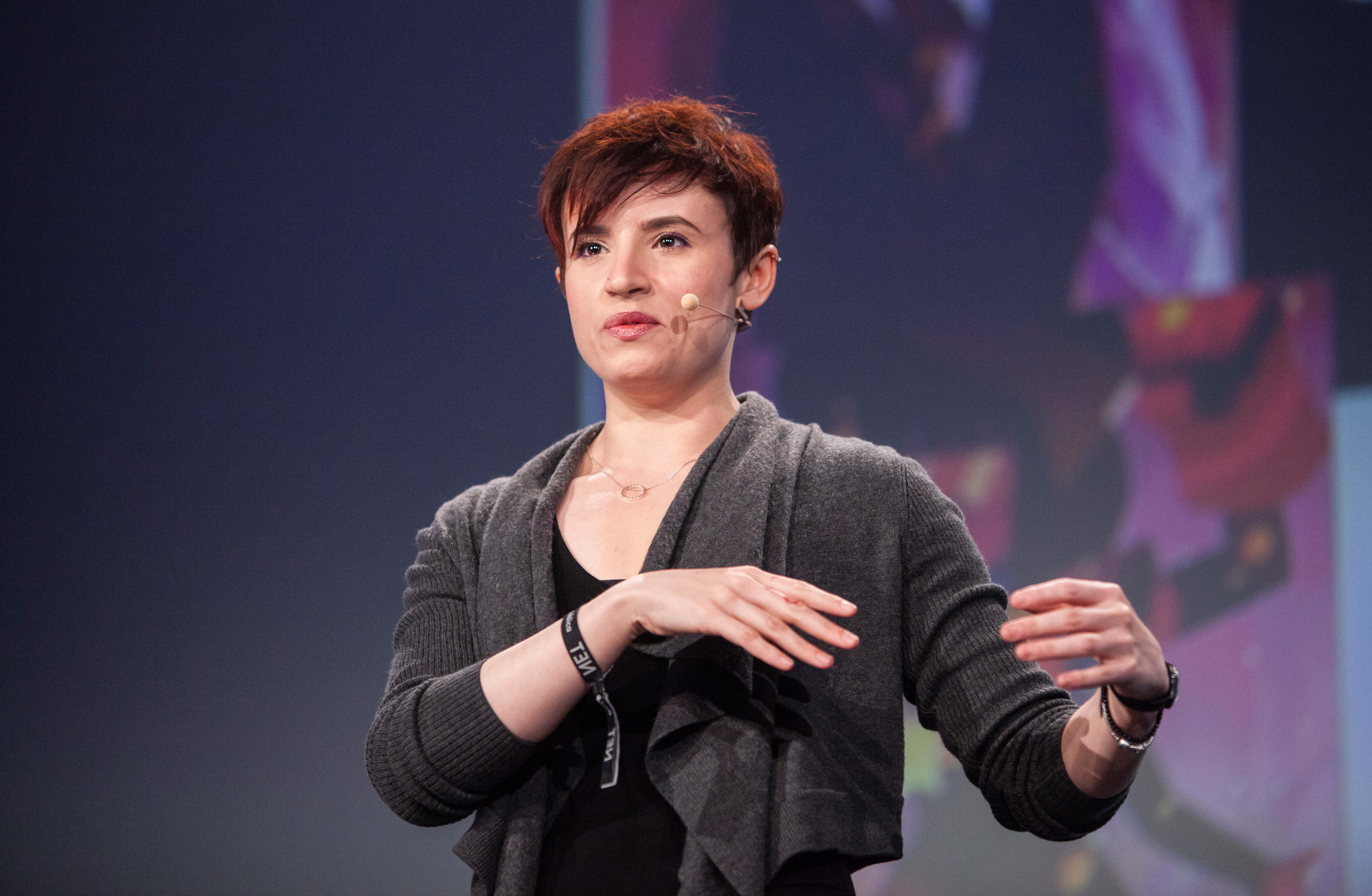
Intervention de Laurie Penny lors de l'évènement re:publica à Berlin en 2016.

Originaire de Londres, Laura Barnett est la fille de l'avocat Ray Barnett. Elle est d'ascendance irlandaise, juive et maltaise. Elle grandit dans la ville de Brighton, avant d'emménager à Lewes. À la suite de l'obtention d'une bourse d'études, elle intègre le Brighton College, un établissement indépendant. Elle témoignera plus tard à travers ses textes, de son hospitalisation à l'âge de 17 ans pour anorexie. 
Laura Barnett étudie l'anglais au Wadham College d'Oxford. Elle est diplômée en 2008. Pendant ses études, elle se joint à une troupe burlesque et se produit au sein de productions dramatiques amateurs avec la Oxford University Light Entertainment Society, dont elle devient membre du comité,. Elle complète ensuite son certificat de formation en se spécialisant dans le journalisme à la National Council for the Training of Journalists (NCTJ) de Londres. En 2012, elle obtient la bourse international Nieman d'Harvard.   
Non-binaire, elle s'identifie cependant toujours politiquement aux femmes, et affirme que son identité est plus complexe que femme ou homme.   

## Carrière professionnelle

### Presse écrite
Laurie Penny lance son blog personnel Penny Red en 2007. Celui-ci est présélectionné pour le Prix Orwell en 2010. Elle commence sa carrière d'auteure indépendante pour le magazine One in Four, avant d'intégrer la direction du journal socialiste britannique Morning Star comme journaliste et co-éditrice. Elle signe des chroniques et des articles pour plusieurs publications, dont The Guardian, le New Statesman, The Times et The Independent,,. 
Fin 2011, victime de cyberharcèlement, la chroniqueuse décide de rendre publics les messages qui lui sont adressés. Dans la foulée de ses publications, de nombreux internautes décident à leur tour de partager leurs propres histoires de harcèlement, d’intimidation et d’abus. 
Dès mars 2012, elle occupe un poste à temps plein au journal The Independent en tant que journaliste et chroniqueuse. En octobre 2012, elle annonce quitter le quotidien pour retrouver le New Statesman en tant que chroniqueuse et rédactrice adjointe.

### Télévision
En avril 2011, Laurie Penny  présente le programme Cashing In on Degrees pour Dispatches diffusé sur Channel 4. Elle participe également au programme satirique d'actualités 10 O'Clock Live et au Newsnight de la BBC Two,.

### Littérature
Laurie Penny est aussi l’auteure de plusieurs livres sur le féminisme. Son premier ouvrage Meat Market : Female Flesh Under Capitalism édité en 2011 chez Zero Books, rencontre un succès international. La journaliste accuse le féminisme libéral d’avoir choisi le modèle de consommation répandu par le capitalisme plutôt que de s’affairer à l’émancipation réelle des femmes. L'ouvrage est présélectionné pour le premier prix Bread and Roses Award dédié à l'édition radicale en 2012.
En juillet 2014, l'auteure publie son quatrième ouvrage Unspeakable Things : Sex, Lies and Revolution aux éditions Bloomsbury. Peu de temps après sa sortie, elle déclare avoir une nouvelle fois été la cible d'un flot de propos calomnieux. 

### Engagement politique
En octobre 2012, le Daily Telegraph classe Laurie Penny au 55e rang des ailiers de gauche les plus influents en Grande-Bretagne, déclarant qu'elle est « sans aucun doute la voix féminine la plus bruyante et la plus controversée de la gauche radicale ». En août 2015, elle soutient la candidature de Jeremy Corbyn à la tête du Parti travailliste.
En janvier 2018, elle participe à la controverse entourant le licenciement de James Damore, ingénieur chez Google. Qualifiant son mémo de « sex-poppingly sexist », la journaliste décrit cette mise à pied comme un acte de « défense fondamentale »,.

## Publications
- (en) Laurie Penny, Meat market : Female Flesh Under Capitalism, Winchester, UK, Zero Books, 2011, 79 p. (ISBN 978-1-84694-521-2, lire en ligne).
- (en) Laurie Penny, Penny red : Notes From the New Age of Dissent, Londres, Pluto Press, 2011, 213 p. (ISBN 978-0-7453-3208-6).
- (en) Laurie Penny, Discordia : Six Nights in Crisis Athens, Vintage Digital, 2012, 100 p. (ISBN 978-1-4481-5684-9, lire en ligne).
- (en) Laurie Penny, Unspeakable things : Sex, Lies and Revolution, Londres, Bloomsbury Publishing, 2015, 288 p. (ISBN 978-1-4088-2474-0).
- (en) Laurie Penny, Everything Belongs to the Future, Tor.com, 2016, 117 p. (ISBN 978-0-7653-8828-5).
- (en) Laurie Penny, Bitch Doctrine : Essays for Dissenting Adults, Londres, Bloomsbury Circus, 2017, 373 p. (ISBN 978-1-4088-8161-3).